# Kamui Kobayashi
Kamui Kobayashi (Japans: 小林 可夢偉, Kobayashi Kamui) (Amagasaki, 13 september 1986) is een Japanse autocoureur.

## Formule 1

### 2009: Toyota

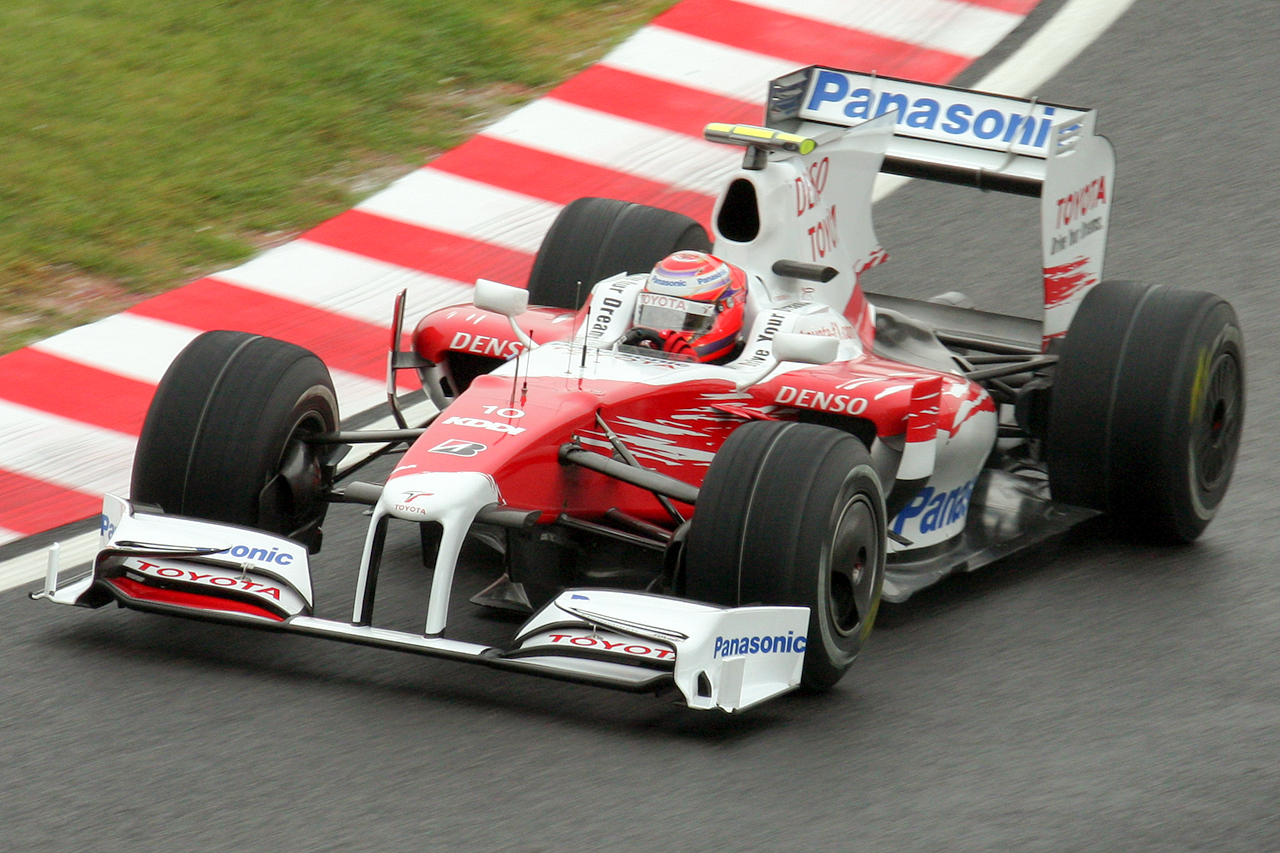
Kobayashi in de Toyota, 2009.

Sinds 2008 is Kobayashi testcoureur voor het Formule 1 team van Toyota. In het seizoen 2009 mocht hij in Japan in de vrije trainingen en in Brazilië en Abu Dhabi invallen in de race voor de geblesseerde Timo Glock, die crashte tijdens de kwalificatietraining op het circuit van Suzuka. Kobayashi presteerde goed, en eindigde op een negende plaats in Brazilië. In Abu Dhabi pakte hij een zesde plaats op het nieuwe Yas Marina Circuit.

### 2010-2012: Sauber
In 2010 is Kobayashi actief voor het team Sauber in de Formule 1, nadat Toyota uit de sport is gestapt. Hij valt de eerste vier races van het jaar uit, maar finisht vervolgens acht keer in de punten en eindigt op de twaalfde plaats in het kampioenschap met 32 punten.
In 2011 rijdt Kobayashi nog steeds voor Sauber in de Formule 1. In de eerste race in Australië werden hij en zijn nieuwe teamgenoot Sergio Pérez gediskwalificeerd, omdat hun achtervleugels enkele millimeters verkeerd stonden. Hij sloeg in Monaco terug met een vijfde plaats, zijn beste Formule 1-resultaat ooit. Tijdens de Grand Prix van Canada ligt Kobayashi lange tijd tweede maar finisht uiteindelijk als 7e.
In 2012 rijdt Kobayashi zijn derde volledige Formule 1-jaar bij Sauber. In de Grand Prix van China behaalt hij zijn beste kwalificatieresultaat ooit met een derde plaats. In de race wordt hij echter tiende, maar zet wel zijn eerste snelste ronde in zijn Formule 1-carrière neer. In de Grand Prix van België verbetert hij zijn beste startplek naar een tweede plaats, maar door een crash in de eerste bocht waren zijn kansen verkeken. In zijn thuisrace in Japan op het circuit van Suzuka behaalt Kobayashi voor het eerst in zijn carrière het podium in de Formule 1.
Op 23 november 2012 werd bekendgemaakt dat Kobayashi geen deel meer uit zou maken van het Sauber team in 2013. Daar namen ze namelijk Nico Hülkenberg (die van Force India kwam) en Esteban Gutiérrez in dienst als rijdersbezetting en Robin Frijns als testcoureur.

## World Endurance Championship
In 2013 rijdt Kobayashi niet in de Formule 1, maar maakt hij de overstap naar het World Endurance Championship, waar hij in de LMGTE Pro-klasse rijdt voor het team AF Corse in een Ferrari 458 Italia GT2, waarvoor hij rijdt samen met Gianmaria Bruni, Giancarlo Fisichella en Toni Vilander. In deze klasse eindigde hij als zevende als de laagste AF Corse-coureur. Samen met Vilander en Olivier Beretta eindigde Kobayashi als twintigste in de 24 uur van Le Mans en als vijfde in zijn klasse.
In 2021 won Kobayashi de 24 uur van Le Mans als onderdeel van de #7 Toyota Gazoo Racing met Mike Conway en José María López.

## Terugkeer in Formule 1

### 2014: Caterham
In 2014 keert Kobayashi terug in de Formule 1, waar hij samen met Marcus Ericsson voor het team van Caterham gaat rijden.

## Formule 1-carrière
| Jaar/Jaren | Team     |
| ---------- | -------- |
| 2009       | Toyota   |
| 2010-2012  | Sauber   |
| 2014       | Caterham |

|                       | 2009 | 2010 | 2011 | 2012 | 2014* | Totaal |
| --------------------- | ---- | ---- | ---- | ---- | ----- | ------ |
| Aantal races          | 2    | 19   | 19   | 20   | 16    | 76     |
| Aantal zeges          | 0    | 0    | 0    | 0    | 0     | 0      |
| Aantal pole-positions | 0    | 0    | 0    | 0    | 0     | 0      |
| Aantal podiumplaatsen | 0    | 0    | 0    | 1    | 0     | 1      |
| Aantal WK-punten      | 3    | 32   | 30   | 60   | 0     | 125    |
| Eindstand WK          | 18   | 12   | 12   | 12   | 22    |        |

### Totale Formule 1-resultaten
| Seizoen | Inschrijving            | Chassis       | Motor                         | 1       | 2       | 3       | 4       | 5       | 6       | 7       | 8       | 9       | 10     | 11      | 12     | 13      | 14      | 15      | 16      | 17      | 18     | 19      | 20    | Pos | Punten |
| ------- | ----------------------- | ------------- | ----------------------------- | ------- | ------- | ------- | ------- | ------- | ------- | ------- | ------- | ------- | ------ | ------- | ------ | ------- | ------- | ------- | ------- | ------- | ------ | ------- | ----- | --- | ------ |
| 2009    | Panasonic Toyota Racing | Toyota TF109  | Toyota RVX-09 2.4 V8          | AUS     | MAL     | CHN     | BHR     | SPA     | MON     | TUR     | GBR     | DUI     | HON    | EUR     | BEL    | ITA     | SIN     | JPN PO  | BRA 9   | ABU 6   |        |         |       | 18  | 3      |
| 2010    | BMW Sauber F1 Team      | Sauber C29    | Ferrari 056 2.4 V8            | BHR DNF | AUS DNF | MAL DNF | CHN DNF | SPA 12  | MON DNF | TUR 10  | CAN DNF | EUR 7   | GBR 6  | DUI 11  | HON 9  | BEL 8   | ITA DNF | SIN DNF | JPN 7   | KOR 8   | BRA 10 | ABU 14  |       | 12  | 32     |
| 2011    | Sauber F1 Team          | Sauber C30    | Ferrari 056 2.4 V8            | AUS DSQ | MAL 7   | CHN 10  | TUR 10  | SPA 10  | MON 5   | CAN 7   | EUR 16  | GBR DNF | DUI 9  | HON 11  | BEL 12 | ITA DNF | SIN 14  | JPN 13  | KOR 15  | IND DNF | ABU 10 | BRA 9   |       | 12  | 30     |
| 2012    | Sauber F1 Team          | Sauber C31    | Ferrari 056 2.4 V8            | AUS 6   | MAL DNF | CHN 10  | BHR 13  | SPA 5   | MON DNF | CAN 9   | EUR DNF | GBR 11  | DUI 4  | HON 18  | BEL 13 | ITA 9   | SIN 13  | JPN 3   | KOR DNF | IND 14  | ABU 6  | VST 14  | BRA 9 | 12  | 60     |
| 2014    | Caterham F1 Team        | Caterham CT05 | Renault Energy F1-2014 1.6 V6 | AUS DNF | MAL 13  | BHR 15  | CHN 18  | SPA DNF | MON 13  | CAN DNF | OOS 16  | GBR 15  | DUI 16 | HON DNF | BEL    | ITA 17  | SIN DNS | JPN 19  | RUS DNF | VST     | BRA    | ABU DNF |       | 22  | 0      |